# Setomima gloriosa
Setomima gloriosa är en tvåvingeart som först beskrevs av Tonnoir 1939.  Setomima gloriosa ingår i släktet Setomima och familjen fjärilsmyggor.
Artens utbredningsområde är Uganda. Inga underarter finns listade i Catalogue of Life.